# Linn Grove (Iowa)
Linn Grove – miasto w Stanach Zjednoczonych, w stanie Iowa, w hrabstwie Buena Vista. W 2000 roku liczyło 211 mieszkańców.